# Iglesia de San Pedro (Vilanoveta)
La iglesia de San Pedro era una iglesia románica del pueblo de Vilanoveta, perteneciente al municipio de Conca de Dalt, en el Pallars Jussá, provincia de Lérida. Hasta 1969 formaba parte del término municipal de Hortoneda de la Conca.
Sus ruinas están en lo alto de un acantilado sobre el río de Carreu, que se abre a mediodía de las ruinas de esta iglesia, a 375 metros al suroeste de la iglesia, antiguamente parroquial de Sant Martín.
Constaba la iglesia de una sola nave, con ábside semicircular en su cabecera. Se conserva una buena parte del ábside, y algunos trozos del resto de muros, en uno de los cuales se ve el arranque de la bóveda del templo con arco de medio punto.